# Lipie Wielkopolskie
Lipie Wielkopolskie – nieczynna stacja kolejowa w Lipiu, w gminie Piaski, w powiecie gostyńskim, w woj. wielkopolskim, w Polsce. Została otwarta 1 października 1909 roku. Linia została rozebrana w 1998 roku.